# Марин Йорданов
Марин Йорданов е български революционер, деен участник в борбата за освобождението на Добруджа.

## Семейство
Роден е в българско семейство на източно-православни християни.

## Дейност
Участва в акции на Вътрешната добруджанска революционна организация (ВДРО) до 1940 г. и в сражения с румънската жандармерия и въоръжени румънски банди, тормозили българското население. За акциите в Добруджа е обвинен и осъден на 10 години затвор. В затвора през 1932 г. разработва план „Наставления по действията на бойната група“.
Според румънското разузнаване с ходатайството на ВДРО Марин Йорданов е амнистиран през юни 1938 г. и изпълнява акцията срещу убиеца Йон Патони, ликвидиран с колет-бомба в Добрич. След 1938 г. се установява в Разград, където с Динко Лазаров и бойна група периодично нарушава спокойствието на румънските власти в Добруджа. През 1940 г. извършва акции с цел военно разузнаване до Северна Добруджа.
За заслуги към Родината е предложен за народна пенсия през 1943 г.